# Vladimir Prelog
Vladimir Prelog ForMemRS (23 de julho de 1906 – 7 de janeiro de 1998) foi um químico orgânico croata - suíço que recebeu o Prêmio Nobel de Química de 1975 por sua pesquisa sobre a estereoquímica de moléculas orgânicas e reações. A Prelog nasceu e cresceu em Sarajevo. Ele viveu e trabalhou em Praga, Zagreb e Zurique durante sua vida.

## Vida pregressa
Prelog nasceu em Sarajevo, Bósnia e Herzegovina,que na época fazia parte da Áustria-Hungria, filho de pais croatas que ali trabalhavam. Seu pai, Milan, natural de Zagreb, foi professor de história em um ginásio em Sarajevo e mais tarde na Universidade de Zagreb. Aos 8 anos de idade, ele estava perto do local onde ocorreu o assassinato de Francisco Fernando.

### Educação

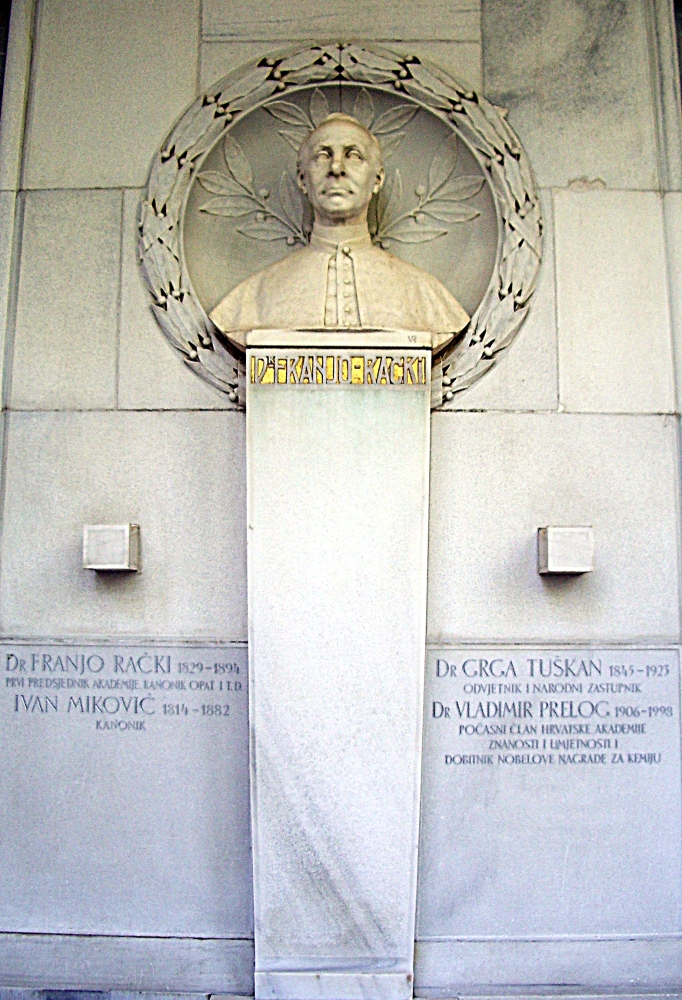
Monumento da Academia Croata de Ciências e Artes a Franjo Rački, Ivan Miković, Grga Tuškan e Vladimir Prelog no Cemitério de Mirogoj.

Prelog frequentou a escola primária em Sarajevo, mas em 1915, ainda criança, Prelog mudou-se para Zagreb (então parte da Austro-Hungria) com seus pais. Em Zagreb, ele se formou na escola primária. No início, ele frequentou o ginásio em Zagreb, mas logo depois, seu pai conseguiu um emprego em Osijek, então continuou seus estudos lá. Ele passou dois anos no ginásio Osijek, onde se interessou por química sob a influência de seu professor Ivan Kuria.
Em 1922, aos 16 anos, seu primeiro trabalho científico foi publicado na revista científica alemã Chemiker Zeitung. O artigo dizia respeito a um instrumento analítico usado em laboratórios químicos. Prelog completou o ensino médio em Zagreb em 1924. Seguindo os desejos de seu pai, mudou-se para Praga, onde recebeu seu diploma em engenharia química da Universidade Técnica Tcheca em 1928. Ele recebeu seu Sc.D em 1929. Seu professor foi Emil Votoček, enquanto seu assistente e mentor Rudolf Lukeš o apresentava ao mundo da química orgânica.
Ao deixar a Universidade Técnica Tcheca, Prelog trabalhou no laboratório da fábrica da empresa privada G.J. Dríza em Praga; poucas posições acadêmicas estavam disponíveis devido à Grande Depressão.

## Carreira e pesquisa

A estrutura do adamantano, sintetizada pela primeira vez pela Prelog em 1941.

Prelog queria trabalhar em um ambiente acadêmico, então ele aceitou o cargo de professor na Universidade de Zagreb em 1935. Na Faculdade Técnica de Zagreb, ele lecionou química orgânica e engenharia química.
Com a ajuda de colaboradores e alunos, a Prelog começou a pesquisar a quinina e seus compostos relacionados. Ele foi apoiado financeiramente pela fábrica farmacêutica "Kaštel", atualmente Pliva. Ele desenvolveu um método financeiramente bem-sucedido de produção de Streptazol, uma das primeiras sulfonamidas comerciais. Em 1941, enquanto em Zagreb, Prelog desenvolveu a primeira síntese de adamantano, um hidrocarboneto com uma estrutura incomum que foi isolado de campos de petróleo da Morávia.

### Zurique
Em 1941, em plena Segunda Guerra Mundial, Prelog foi convidado para palestrar na Alemanha por Richard Kuhn. Pouco depois, Lavoslav Ružička, a quem Prelog pediu ajuda, o convidou para visitá-lo a caminho da Alemanha. Ele e sua esposa usaram esses convites para fugir para Zurique, na Suíça. Com a ajuda de Ružička, ele ganhou apoio da CIBA Ltd. e começou a trabalhar no Laboratório de Química Orgânica do Instituto Federal de Tecnologia de Zurique (ETH, ou Eidgenössische Technische Hochschule). Prelog foi capaz de separar os enantiômeros quirais da base de Tröger em 1944 por cromatografia em um substrato opticamente ativo.
Com essa resolução quiral, ele conseguiu provar que não apenas átomos de carbono, mas também átomos de nitrogênio podem ser o centro quiral de uma molécula, o que foi especulado por vários anos. Seu relacionamento com Ružička o ajudou a subir na hierarquia acadêmica. Começando como assistente, tornou-se Privat-Dozent, Titularprofessor, professor associado e, em 1952, professor titular. Em 1957 ele sucedeu Ružička como chefe do Laboratório. Como Prelog não gostava de tarefas administrativas, ele implementou a presidência rotativa na ETH. Prelog juntou-se à ETH no momento certo, já que os colegas judeus de Ružička deixaram o país e foram para os Estados Unidos, então Prelog preencheu o vácuo que eles deixaram.

### Trabalho posterior na Suíça
O principal interesse da Prelog estava focado em alcaloides. Ele encontrou um tópico ideal na elucidação da estrutura da solanina; ele continuou seu trabalho em alcaloides Cinchona e começou a investigar a estricnina. Ele mostrou que a fórmula de Robert Robinson para a estricnina não estava correta. Embora a fórmula que ele propôs também não fosse a correta, a descoberta aumentou seu prestígio internacional. Mais tarde, ele trabalhou na elucidação das estruturas dos alcaloides de Erythrina aromáticos com Derek Barton, Oskar Jeger e Robert Burns Woodward.
Em meados do século, a revolução instrumental exigiu uma nova abordagem para a elucidação estrutural. Os métodos puramente químicos tornaram-se obsoletos e perderam parte de seu apelo intelectual. Reconhecendo a crescente importância dos metabólitos microbianos, a Prelog começou a trabalhar nesses compostos, que possuem estruturas incomuns e propriedades biológicas interessantes. Isso o levou aos antibióticos e, posteriormente, elucidou as estruturas de compostos como nonactina, boromicina e rifamicinas. Para a Prelog, os produtos naturais representavam mais do que um desafio químico. Ele os considerou um registro de bilhões de anos de evolução.
Em 1944, na ETH, Prelog conseguiu separar enantiômeros com nitrogênio trivalente "assimétrico" por cromatografia em coluna em uma época em que esse método ainda estava em sua infância. Seu trabalho em anéis alicíclicos e heterocíclicos de tamanho médio o estabeleceu como um pioneiro em estereoquímica e teoria conformacional e trouxe um convite para dar a primeira palestra do centenário da Chemical Society em Londres em 1949. Ele sintetizou compostos de anel de tamanho médio com 8 a 12 membros de ésteres de ácido dicarboxílico por condensação de aciloína e explicou sua reatividade química incomum por uma cepa "não clássica" por causa de conformações energeticamente desfavoráveis. Ele também contribuiu para a compreensão da regra de Bredt, mostrando que uma ligação dupla pode ocorrer na cabeça de ponte se o anel for grande o suficiente.
Em sua pesquisa de sínteses assimétricas, Prelog estudou reações enantiosseletivas e estabeleceu regras para a relação entre configuração de educadores e produtos. A partir das pesquisas de Prelog sobre a estereoespecificidade das reduções microbiológicas de cetonas alicíclicas e a oxidação enzimática de álcoois, ele contribuiu não só para o conhecimento do mecanismo de estereoespecificidade das reações enzimáticas em geral, mas também para a estrutura do sítio ativo da enzima.
Especificar o número crescente de estereoisômeros de compostos orgânicos tornou-se para Prelog um de seus objetivos importantes. Em 1954 ele se juntou a R. S. Cahn e Christopher Ingold em seus esforços para construir um sistema para especificar um estereoisômero particular por descritores simples e inequívocos que pudessem ser facilmente atribuídos e decifrados: O sistema CIP (Cahn-Ingold-Prelog) foi desenvolvido para definir a configuração absoluta usando "regras de sequência". Juntos, eles publicaram dois artigos. Depois que Cahn e Ingold morreram, Prelog publicou um terceiro artigo sobre o assunto. Em 1959, Prelog obteve a cidadania suíça.

## Prêmios e honras
Prelog foi eleito membro estrangeiro da Royal Society (ForMemRS) em 1962 por sua contribuição para o desenvolvimento da estereoquímica moderna.
Prelog recebeu o Prêmio Nobel de Química de 1975 por sua pesquisa sobre a estereoquímica de moléculas orgânicas e reação, compartilhando-o com o químico de pesquisa australiano/britânico John Cornforth.
Prelog também foi membro da Academia Sérvia de Ciências e Artes.

## Vida pessoal
Em 1933, Prelog casou-se com Kamila Vitek. O casal teve um filho Jan (nascido em 1949).

Vladimir Prelog morreu em Zurique, aos 91 anos. Uma urna contendo as cinzas de Prelog foi enterrada cerimoniosamente no cemitério Mirogoj em Zagreb em 27 de setembro de 2001. Em 2008, um memorial para Prelog foi revelado em Praga.